# Heinz Schöneberger
Heinz Schöneberger (ur. 7 czerwca 1938 w Drwęcznie, zm. 26 grudnia 1965 w Berlinie) – ofiara śmiertelna Muru Berlińskiego zastrzelona przez żołnierza wojsk granicznych NRD podczas pomocy uciekinierkom chcącym przedostać się do Berlina Zachodniego.

## Życiorys
Heinz Schöneberger przyszedł na świat w leżącym na terenie Prus Wschodnich Wagten (dziś Drwęczno). Po zakończeniu II wojny światowej wraz z rodziną zmuszony został do opuszczenia dotychczasowego miejsca zamieszkania osiedlając się następnie w leżącym w zachodniej części Niemiec Seesen. Po ukończeniu szkoły uczył się zawodu robotnika budownictwa podziemnego, po czym pracował na rozmaitych stanowiskach. W czerwcu 1961 r. przeniósł się wraz z żoną do NRD, krótko przed budową Muru opuścił jednak kraj zostając w ten sposób oddzielonym od żony. 17 października znajdując się na szosie tranzytowej do RFN zmienił kierunek jazdy udając się do Karl-Marx-Stadt w celu odebrania swojej żony. Krótko przed spotkaniem został aresztowany, po czym stanął przed sądem NRD i skazany został na karę więzienia, odsiadując łącznie do 1 sierpnia 1964 r. wyrok trzech lat pozbawienia wolności pod zarzutem nielegalnego przekroczenia granicy, podburzania do buntu oraz próby ucieczki z więzienia. Po mającym w międzyczasie miejsce rozwodzie z żoną znalazł się ponownie w Niemczech Zachodnich, gdzie skazany został na karę dwóch miesięcy pozbawienia wolności w związku z prowadzeniem samochodu bez prawa jazdy.
Ostatecznie wraz z bratem Horstem imał się prac na rozmaitych placach budowy Berlina Zachodniego. W wolnym czasie mężczyźni udawali się do wschodniej części miasta, poznając tam Monikę P. i Christel R. Jako że kobiety nosiły się z planami ucieczki do Berlina Zachodniego, bracia postanowili pomóc im wcielić ów zamiar w rzeczywistość. 25 grudnia 1965 r. pojechali samochodem osobowym Ford Taunus do Berlina Wschodniego, gdzie dosiadły się oczekujące uciekinierki. Monika P. ukryła się za oparciem fotela, Christel R. skuliła się pod przednim siedzeniem. Około godziny 0.30 następnego dnia samochód zbliżył się do przejścia granicznego przy ulicy Heinrich-Heine-Straße.
Znajdując się na granicy bracia poproszeni zostali o opuszczenie pojazdu w celu przeprowadzenia kontroli. Jako że podczas czynności tej odkryta została Monika P., Heinz Schöneberger wskoczył do samochodu, zablokował wszystkie drzwi, po czym wymijając slalomem przeszkody w pasie kontrolnym, ruszył w kierunku Berlina Zachodniego. Znajdujący się na jednej z wieżyczek wartownik otworzył ogień do pojazdu, trafiając przy tym Schönebergera w łydkę. Z powodu zbyt małej prędkości samochód nie zdołał sforsować ostatniego szlabanu, w związku z czym ranny wyskoczył z auta i okrążając szlaban biegł zgięty do celu. Jeden z żołnierzy wojsk granicznych otworzył do uciekającego ogień z pistoletu służbowego. Znajdując się w odległości około 5 metrów przed linią graniczną Heinz Schöneberger trafiony został jedną z kul, która rozerwała tętnicę szyjną, w związku z czym ranny niedługo potem zmarł. Zdarzenie zauważone zostało przez znajdujących się po stronie zachodniej policjantów i przechodniów, przez co doszło do protestów w związku z postępowaniem pograniczników.
Sąd okręgowy w Poczdamie skazał Horsta Schönebergera za próbę ucieczki na karę 12 lat pozbawienia wolności, z których 6 i pół roku odsiedzieć musiał w więzieniu Stasi w dzielnicy Hohenschönhausen, po czym został odesłany do Berlina Zachodniego. Uczestniczące w ucieczce kobiety skazane zostały na kary 30 i 24 miesięcy pozbawienia wolności. Strzelający żołnierz przeciwko któremu wszczęto wstrzymane w 1967 r. postępowanie karne, stanął ponownie przed sądem już po zjednoczeniu Niemiec 28 lutego 1997 r., otrzymując ostatecznie orzeczenie o uniewinnieniu.